# Резолюция Совета Безопасности ООН 1064
Резолюция Совета Безопасности Организации Объединённых Наций 1064 (код — S/RES/1064), принятая 11 июля 1996 года, подтвердив резолюцию 696 (1991) и все последующие резолюции по Анголе, Совет обсудил мирный процесс и продлил мандат Контрольной миссии ООН в Анголе III (UNAVEM III) до 11 октября 1996 года.
Совет Безопасности ООН подчеркнул важность своевременного выполнения различных мирных соглашений, включая Лусакский протокол, между ангольским правительством и УНИТА. В последнее время был достигнут прогресс, но общий темп выполнения был медленным. Успешно завершились переговоры о формировании армейского подразделения, а также достигнуто соглашение о формировании правительства единства. Соблюдение прав человека и демилитаризация ангольского общества были важны, а восстановление ангольской экономики было необходимо для прочного мира.
Обе стороны получили высокую оценку за военное рамочное соглашение и начало интеграции войск УНИТА в ангольскую армию. Они также работали над устранением контрольно-пропускных пунктов, открытием основных дорог и размещением 52 000 военнослужащих УНИТА, что приветствовалось советом. УНИТА было предложено передать своё оружие и боеприпасы в UNAVEM III. Правительство Анголы также обнародовало закон об амнистии и начало программу разоружения гражданского населения.
Отмечалось сокращение враждебной пропаганды, и всем сторонам напомнили о необходимости прекратить распространение подобной информации. В резолюции также осуждалось использование наёмников, и Генеральному секретарю ООН Бутросу Бутросу-Гали было предложено к 1 октября 1996 года представить информацию о выполнении настоящей резолюции.